# انحراف نور

موقعیت ظاهری یک ستاره از زمین به سرعت سیاره زمین به دور خورشید بستگی دارد. تأثیر این پدیده معمولاً بسیار کوچکتر از آنچه که در تصویر نشان داده شده، است.

در اخترشناسی انحراف نور (انگلیسی: Aberration) (که به نام‌های انحراف، انحراف ستاره‌ای، یا انحراف سرعت نیز شناخته
می‌شود) پدیده‌ای است که مکان ظاهری اجرام آسمانی را در اطراف موقعیت واقعی‌شان؛ بسته به سرعت ناظر، ایجاد می‌کند. این امر سبب می‌شود که اجسام به سمت جهت حرکت ناظر؛ در مقایسه با زمانی که ناظر ساکن است، جابجا شوند. تغییر زاویه به ترتیب v/c است که در آن c سرعت نور و v سرعت برداری ناظر است. انحراف نور در مورد انحراف «ستاره‌ای» یا «سالانه»، موقعیت ظاهری یک ستاره برای یک ناظر روی زمین (از دیدگاه زمینی) به‌طور دوره‌ای در طول یک سال تغییر می‌کند، زیرا سرعت سرعت زمین در حین چرخش مداری به دور خورشید تا حداکثر حدود ۲۰ ثانیه قوسی در صعود یا انحراف راست تغییر می‌کند.
اصطلاح انحراف در طول تاریخ اخترشناسی برای اشاره به‌شماری از پدیده‌های مرتبط در مورد انتشار نور در اجسام متحرک استفاده شده‌است. انحراف از اختلاف منظر متمایز است، که تغییر در موقعیت ظاهری یک جسم نسبتاً نزدیک است، همانگونه که توسط یک ناظر متحرک اندازه‌گیری می‌شود، نسبت به اجسام دورتر که چارچوب مرجع را تعریف می‌کنند.